# Zeugma (grad)
Zeugma (starogrčki Ζεύγμα ) je bio antički grad u antičkoj Komageni čije se ruševine nalaze u današnjoj turskoj provinciji Gaziantep. Smatra se jednim od četiri najvažnija naselja antičke Komagene. Ime je dobio po pontonskom mostu (zeugma) preko rijeke Eufrat.
Osnovao ga je oko godine 300. pr. Kr. Seleuk I. Nikator pod povijesno još uvijek nepoznatim imenom. S vremenom je postalo važno trgovačko središte na Putu svile. Pod seleukidskom vlašću je ostao sve do 64. pr. Kr. kada su ga osvojili Rimljani i dali mu ime Zeugma. Godine 256. ga je napao i razorio sasanidski kralj Šapur I. Poslije toga je obnovljen, ali nikada nije vratio nekadašnji sjaj. Bio je pod bizantskom vlašću sve dok ga nisu uništili Arapi. U 10. i 11. stoljeću je bio jedna od rezidencija abasidskih kalifa, ali je ponovo napušten.

## Vanjske poveznice
- "Zeugma, A Roman Town in Anatolia"  Arhivirana inačica izvorne stranice od 24. veljače 2006. (Wayback Machine), kratki dokumentarac
- Zeugmaweb.com  Arhivirana inačica izvorne stranice od 23. siječnja 2017. (Wayback Machine)
- Slike Zeugme
- Zeugma  Arhivirana inačica izvorne stranice od 3. travnja 2013. (Wayback Machine) na Livius.org, članak i slike
- BBC: Tajna zeugmanska blaga
- UWA Classics and Ancient History Research: Zeugma on the Euphrates  Arhivirana inačica izvorne stranice od 7. travnja 2011. (Wayback Machine)
- Gaziantepski arheološki muzej  Arhivirana inačica izvorne stranice od 8. studenoga 2010. (Wayback Machine)